# Obscured by Clouds
Obscured by clouds este un album rock al trupei Pink Floyd bazat pe soundtrack-ul realizat de aceasta pentru filmul francez La Valée regizat de Barbet Schroeder. Unele copii ale albumului fac referire la titlul filmului în limba engleză, The Valley. LP-ul a fost lansat în Marea Britanie pe 3 iunie 1972 de către Harvest/EMI iar în Statele Unite pe 15 iunie 1972 de Harvest/Capitol. Albumul a ajuns până pe locul 6 în topul albumelor din Marea Britanie și pe 46 în SUA . În 1986 , albumul a fost reeditat pe CD. O variantă remasterizată digital a albumului a fost lansată în Martie 1996 în Marea Britanie și în august 1996 în SUA.

## Lista pieselor
1. "Obscured by Clouds" (Waters, Gilmour) (3:03)
2. "When You're In" (Waters, Gilmour, Nick Mason, Richard Wright) (2:30)
3. "Burning Bridges" (Wright, Waters)  (3:29)
4. "The Gold It's in The . . . " (Waters, Gilmour) (3:07)
5. "Wot's . . . Uh The Deal" (Waters, Gilmour) (5:08)
6. "Mudmen" (Wright, Gilmour) (4:20)
7. "Childhood's End" (Gilmour) (4:31)
8. "Free Four" (Waters) (4:15)
9. "Stay" (Wright, Waters) (4:05)
10. "Absolutely Curtains" (Waters, Gilmour, Wright, Mason) (5:52)

## Single-uri
- "Free Four" (1972)

## Componență
- David Gilmour - chitare, voce, VCS3
- Nick Mason - baterie, percuție
- Roger Waters - chitară bas, voce, VCS3
- Richard Wright - claviaturi, voce, VCS3